# Paul Van Hoeydonck
Paul Van Hoeydonck, né le 8 octobre 1925 à Anvers (province d'Anvers) et mort le 3 mai 2025 à Wijnegem (province d'Anvers), est un sculpteur belge.

## Biographie

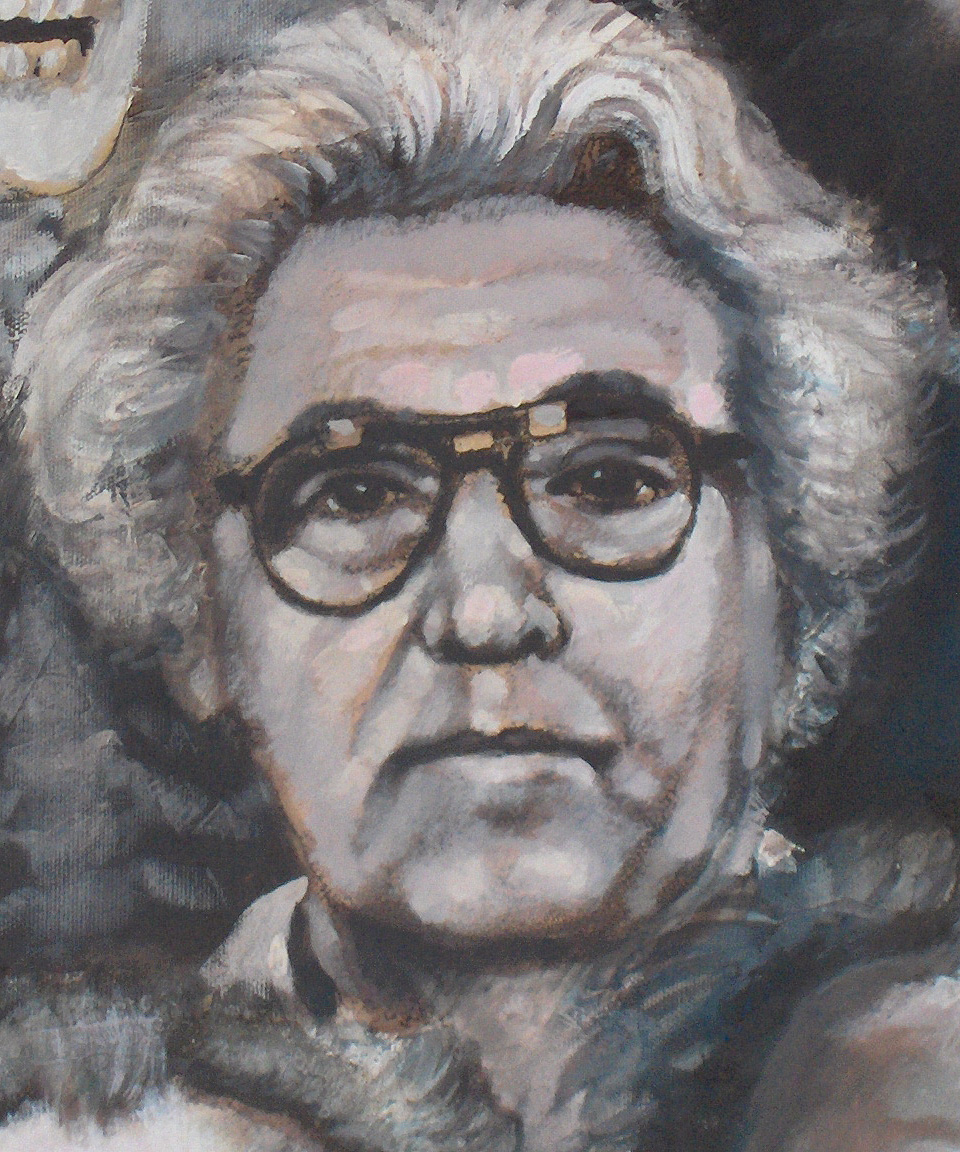
Paul Van Hoeydonck par Willy Bosschem.

## Œuvres

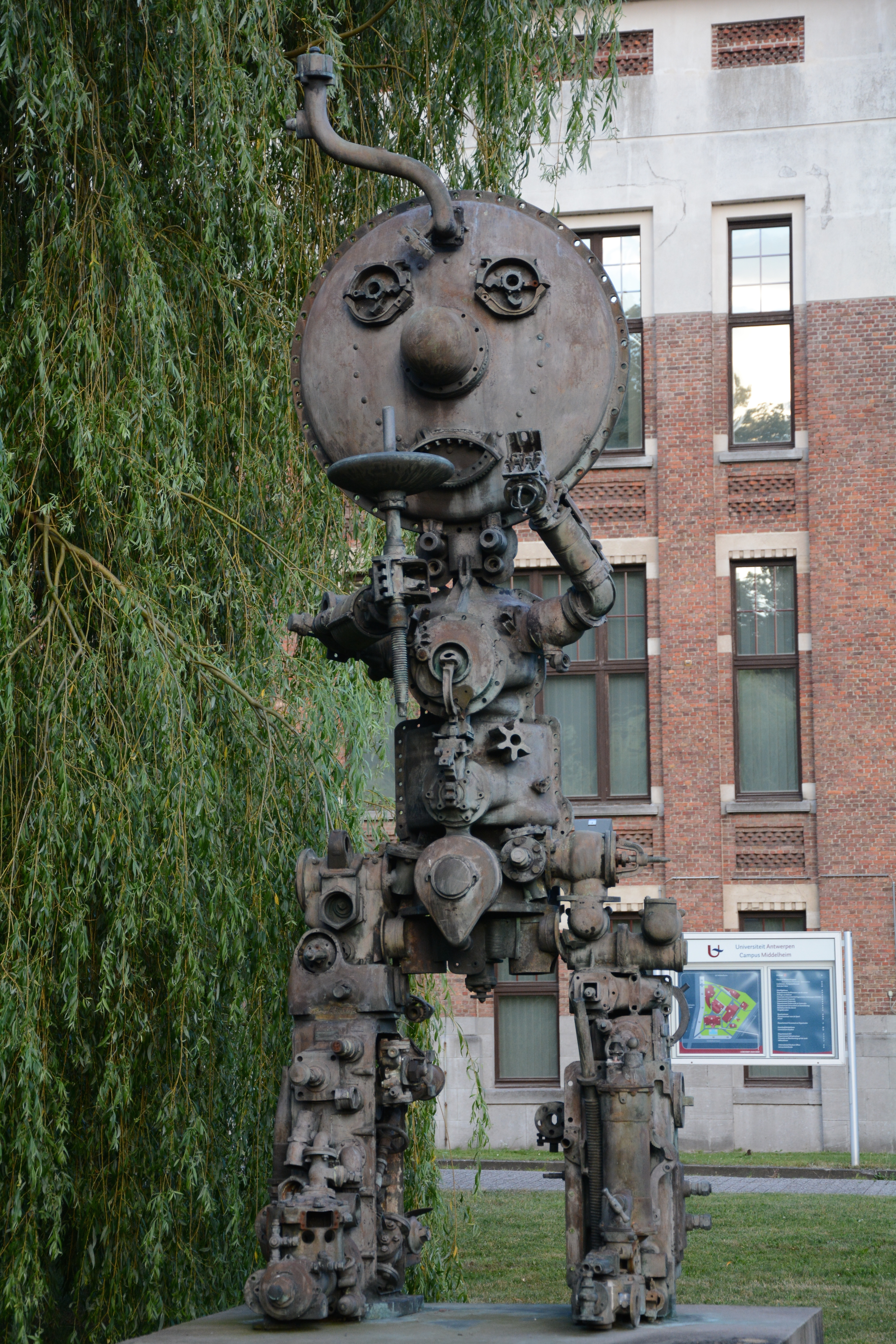
Lucifer au Middelheim d'Anvers (1994).

Paul Van Hoeydonck est l'auteur de la seule œuvre d'art déposée à ce jour (2021) sur le sol lunaire : une statuette d'aluminium de 8,5 cm de haut baptisée « Fallen Astronaut » (L'astronaute tombé).
Elle a été déposée par David Scott lors de la mission Apollo 15 en hommage aux victimes de  la conquête spatiale.
- 1967 : Spaceman, musée royal des beaux-arts d'Anvers.

## Expositions

### Expositions personnelles
- 2013-2014 : Paul van Hoeydonck - Histoire naturelle[3], Gembloux Agro-Bio Tech (université de Liège).

### Expositions collectives
- Jean Rets, Pol Bury, Fernand Carette, Jo Delahaut, Van Hoeydonck, Vandenbranden, Galerie Le Rouge et le Noir, Charleroi, 1957.

## Distinctions
- 2012 : docteur honoris causa de l'université de Liège[4].